# كريس أبل
كريس أبل (بالإنجليزية: Chris Apple)‏ هو لاعب كرة قدم أمريكي، ولد في 9 أبريل 1970 في ميلرسفيل في الولايات المتحدة. لعب مع رالي إكسبرس ‏.